# Leticia Romero
Leticia Romero González (Las Palmas de Gran Canaria, Canárias, Espanha, 28 de maio de 1995) é uma jogadora de basquete profissional espanhola, que atualmente atua pelo Valencia Basket na Liga Espanhola, e pela Euroliga Feminina. 
A atleta possui 1,72m de altura e joga como armadora.

## Carreira
Leticia se destacou desde muito jovem no mundo do esporte, ao participar das categorias de base da seleção espanhola de basquete, com a qual foi Campeã Mundial Sub-17 e Campeã Europeia Sub-16, Sub-18 e Sub-20.
Após jogar pela equipe de basquete feminino do Kansas State Wildcats na temporada 2013–2014, e pela equipe de basquete feminino do Florida State Seminoles durante as temporadas 2014–2015, 2015–2016 e 2017–2018, Leticia foi selecionada na décima-sexta posição geral do draft de 2017 da WNBA, pelo time do Connecticut Sun, Em junho de 2018, Romero assinou com o Dallas Wings.
Posteriormente, Leticia se transferiu para o basquete europeu. Ela assinou com o clube checo ZVVZ USK Praha para jogar a temporada 2017–18, vencendo a Liga Checa de Basquete Feminino de 2018. Em 2019, ela assinou com a equipe espanhola Valencia Basket Club.
 

Atuando pelo Valencia Basket, a jogadora conquistou o campeonato e a Copa da Rainha, sendo também eleita MVP da final. Com a seleção espanhola, além da medalha de prata durante os Jogos Olímpicos de 2016, realizados na cidade do Rio de Janeiro, ela também conquistou uma medalha de prata no Mundial de Basquete Feminino de 2014, uma medalha de bronze no Eurobasket Feminino de 2015, e uma medalha de ouro no Eurobasket Feminino de 2017.